# بوهدان کارکوسکی
بوهدان کارکوسکی (اوکراینی: Богдан Михайлович Карковський؛ زادهٔ ۲۹ ژانویهٔ ۱۹۸۸) بازیکن فوتبال اهل اوکراین است.